# Jimeno Garcés de Pamplona
Jimeno Garcés (m. 29 de mayo de 931) fue hijo de García Jiménez y de su segunda esposa, Dadildis de Pallars, y miembro de la dinastía Jimena.

## Esbozo biográfico
A la muerte de su hermano, también hijo del segundo matrimonio de su padre, Sancho Garcés I en diciembre de 925, Jimeno Garcés ejerció de regente la potestas regia con diversidad de títulos como rey, ayo, tutor o baiulus de su sobrino García Sánchez I, que era hijo de su difunto hermano, menor de edad en el momento de su fallecimiento.
A su muerte la reina Toda Aznárez aseguró el trono para García frente a las intenciones de Íñigo Garcés, hermanastro de Sancho Garcés I y Jimeno Garcés.
La mayor parte de su vida, según se desprende de la documentación medieval, transcurrió en las tierras patrimoniales de Lumbier-Sangüesa.

## Matrimonio y descendencia
Contrajo matrimonio con Sancha Aznárez de Pamplona, hija del conde Aznar Sánchez de Larraún y Onneca Fortúnez de Pamplona, que eran primos hermanos, hermana de la reina viuda Toda Aznárez y nieta de Fortún Garcés, rey de Pamplona, de quien tuvo:
- García Jiménez. Según el Códice de Roda, García mató a su madre «in Galias», en la villa llamada Laco, y fue muerto a su vez en Salazar por Iohannes Belascones y Cardelle Belascones (Velasco o Velázquez).[9]
- Sancho Jiménez, casado con Quixilo Garcés, hija del conde García de Bailo.[10]
- Dadildis Jiménez, esposa de Muza Aznar ibn al-Tawil, valí de Huesca.[11]